# Phrixgnathus glabriusculus
Phrixgnathus glabriusculus är en snäckart som först beskrevs av Ludwig Pfeiffer 1853.  Phrixgnathus glabriusculus ingår i släktet Phrixgnathus och familjen punktsnäckor. Inga underarter finns listade i Catalogue of Life.